# Cattedrale di Nostra Signora di Guadalupe (Dallas)
La cattedrale santuario di Nostra Signora di Guadalupe (Cathedral Shrine of Our Lady of Guadalupe) è la cattedrale della diocesi cattolica della città di Dallas, in Texas. Costruita nel XIX secolo, si trova nel centro della città.

## Storia
Nel 1869 il vescovo di Galveston fondò a Dallas una chiesa, dedicata al Sacro Cuore. Nel 1890 Dallas divenne diocesi ed il suo vescovo, Thomas Brennan, elevò la chiesa del Sacro Cuore a cattedrale cittadina. Ma ben presto fu necessaria la costruzione di una nuova chiesa. Il 26 ottobre 1902, dopo quattro anni di lavori, la nuova chiesa in stile neogotico fu inaugurata.
Il 12 dicembre 1977 la cattedrale fu dedicata alla Madonna.